# Hamadryas julitta
Espèce
Hamadryas julitta est une  espèce de lépidoptères (papillons) de la famille des Nymphalidae et de la sous-famille des Biblidinae et du genre Hamadryas.

## Dénomination
Hamadryas julitta a été décrit par Hans Fruhstorfer en 1914 sous le nom initial d'Ageronia julitta.
Synonyme : Hamadryas honorina ou Hamadryas glauconome honorina.

### Nom vernaculaire
Hamadryas julitta se nomme Yucatan Cracker en anglais.

## Description
Hamadryas julitta est un papillon à ailes antérieures à bord costal légèrement bossu et bord externe légèrement concave au dessus marbré de beige, de nacré, de gris et de blanc avec une ligne submarginale d'ocelles bien visibles à la partie interne des ailes postérieures.
Le revers est blanc nacré avec aux ailes antérieures une partie basale crème et le reste de couleur marron largement taché de blanc nacré. Les ailes postérieures sont blanc avec une ligne submarginale de taches rondes blanches cernées de marron et une marge marron tachée de blanc.

## Biologie

### Plantes hôtes
Les plantes hôtes des chenilles de tous les Hamadryas sont des (Euphorbiaceae).

## Écologie et distribution
Hamadryas julitta est présent au Mexique.

### Protection
Pas de statut de protection particulier.